# Carla Zawisch-Ossenitz
Carla Zawisch-Ossenitz (geboren 15. April 1888 in Znaim, Österreich-Ungarn als Caroline Maria Freiin Zawisch von Ossenitz; gestorben 21. Juni 1961 in Graz) war eine österreichische Histologin und Embryologin und Hochschullehrerin. 

## Leben
Carla Zawisch von Ossenitz war die jüngste Tochter des Grundbesitzers und Juristen Paul Freiherr von Zawisch-Ossenitz und der Gräfin Marie Montecuccoli degli Erri und wuchs in Brünn auf. Von Zawisch-Ossenitz besuchte in Wien ein Adligenpensionat und begann in Brünn das Studium der Violine, welches sie bald nach der Lyzeal-Reifeprüfung 1913 aus gesundheitlichen Gründen aufgeben musste. 1916 legte sie die zwei Lehrbefähigungsprüfungen für Englisch und Französisch ab und erwarb als Externe die Matura. Im Herbst 1917 immatrikulierte sie sich an der philosophischen Fakultät der Universität Wien und wechselte 1918 zur Medizin. Sie wurde 1923 promoviert. 
Nach dem Ersten Weltkrieg optierte sie in der Tschechoslowakei für Österreich, die Adelsaufhebungsgesetze gleichermaßen in der Republik Österreich und der Tschechoslowakei enthoben sie ihres Adelstitels.  
1924 bis 1926 arbeitete Zawisch-Ossenitz als Hilfsärztin an der Wiener Kinderklinik, danach bis 1929 als Aspirantin und Sekundarärztin am Krankenhaus Rudolfstiftung. Im Jahr 1927 veröffentlichte sie das Buch Die richtige Ernährung nach dem Pirquet'schen System und hielt auch Rundfunkvorträge 
über histologische und andere wissenschaftliche Fragen. Ab  Juni 1930 war sie Assistentin am von Josef Schaffer geleiteten histologischen Institut der Universität Wien und forschte und publizierte zum Knochenwachstum. 1932 war sie Mitgründerin der katholischen Ärztevereinigung St. Lukas-Gilde und gab deren Zeitschrift heraus. 
1934 habilitierte Zawisch-Ossenitz sich mit der Arbeit Das Talgdrüsenorgan im äußeren Gehörgang von Nagern und Insektivoren. 1936 im Ständestaat war sie wissenschaftliche Organisatorin eines internationalen Kongresses der St. Lukas-Gilde in Wien, auf dem auch das aktuelle Thema Eugenik diskutiert wurde. Nach dem Anschluss Österreichs wurde sie daher als angebliche NS-Gegnerin verhaftet, sie verlor ihren Arbeitsplatz an der Universität und die venia legendi. Nach sechswöchiger Haft wurde sie am 3. Mai 1938 entlassen. Zawisch-Ossenitz floh nach Frankreich und von dort während des Zweiten Weltkriegs weiter in die USA, wo sie sich mit Hilfsarbeiten durchschlug.  
Im Jahre 1946 kehrte Zawisch-Ossenitz nach Österreich zurück. Am 15. April 1947 übernahm sie die Supplierung der außerordentlichen Lehrkanzel für Histologie und Embryologie an der Medizinischen Fakultät der Universität Graz und zugleich auch die Leitung des Histologisch-Embryologischen Instituts. Zawisch-Ossenitz wurde 1947 zur außerordentlichen Professorin ernannt und erhielt 1949 als erste Frau in Graz eine ordentliche Professur, schließlich wurde sie 1956 zur „wirklichen ordentlichen Professorin“ ernannt. 
Ihre namhaftesten Schüler in Graz waren die späteren Professoren Walther Lipp und Heinz von Mayersbach.
An der Universität hielt sie neben ihren Fachvorlesungen über Histologie und Anatomie auch Vorlesungen über Medizinische Ethik. Ab Herbst 1949 unternahm sie eine sechsmonatige Studienreise in die USA. Sie vertrat Österreich als einzige Histologin auf dem 6. internationalen Anatomenkongress 1955 in Paris. 1959 wurde sie emeritiert und starb bereits 1961.

## Schriften (Auswahl)
- Die richtige Ernährung. Nach dem Pirquet'schen System dargestellt für die Hausfrau. Tyrolia, Innsbruck 1927.
- Werden des christlichen Arztes. Persönlichkeit und Gestaltung. Benziger, Köln 1937.
  - Il Medico cattolico. Vita e Pensiero, Mailand 1938.
  - La Formation du médecin chrétien. Vorwort Henri Bon. Paris 1941.